# Trastorno antisocial de la personalidad
El trastorno de personalidad antisocial (TPA) es una patología psiquiátrica. Las personas que la padecen no pueden adaptarse a las normas sociales, como son las leyes y los derechos individuales.
Si bien puede ser detectada a partir de los 15 años de edad, se estima que los síntomas y características se desarrollan desde la adolescencia. Desde antes de los 15 años puede detectarse una sintomatología similar pero no tan acentuada, se trata del trastorno de conducta. 
Las personas que padecen este trastorno se rehúsan a cumplir las normas sociales preestablecidas; no saben y no pueden moldearse a ellas. A pesar de que saben que están haciendo un mal, actúan por pulsión, cometiendo incluso delitos graves. Es común que se confunda este trastorno con otros conceptos parecidos, como podrían ser la conducta criminal o el comportamiento antisocial, pero son trastornos, aunque relacionados, de diferentes características, con otros tratamientos y consecuencias.

## Definición e identificación de la conducta
De acuerdo con estudios de la conducta antisocial,  se ha estipulado la dificultad de identificar este trastorno. Reconsiderando así la falta de atención por medio de agentes externos (ya sea educadores, familiares, etc.) en estas conductas se han dejado pasar por alto muchas de sus características para lograr una identificación de este trastorno en el individuo. 
Para poder lograr la identificación de este trastorno existen factores con los que se tendrá que trabajar. Comenzando con la comparación de la conducta normal, ya que estas conductas antisociales suelen surgir en algún momento en el desarrollo normal (incluyendo la variación de sexo), matizando los altos índices de conducta antisocial en niños y adolescentes que conllevan un desarrollo o patrón de cambio normal en su vida. Un ejemplo de este argumento está presente en los estudios que hicieron Achenbach y Edelbrock (1981) quienes observaron altos índices (desde un 20-50 por 100) de conductas antisociales específicas en menores de 4 a 16 años, tales como destrucción y desobediencia en el hogar. Por otro lado estos indicios son relativamente variantes, ya que por su significado histórico-cultural y geográfico no pueden ser un eje de generalización, no obstante la comparecencia de estos rasgos de conductas sí es común en las etapas de desarrollo normal. La diversidad de sexo es también un factor que influye en las conductas antisociales como etapa del desarrollo (Kazdin, Alan E. & Buela-Casal, Gualberto, 1994). 
En conjunto, para la identificación de las conductas antisociales hay que tener presente las normas de conducta en el desarrollo normal, rechazando la certeza en que por peleas y/o distracciones se defina un cuadro clínico en ese individuo, sin antes tener en cuenta su edad y sexo.

## Características de la conducta antisocial
Por medio del marco de evidencias de las conductas patentizadas en el individuo, se puede catalogar la magnitud en la persona. Según Kazdin & Buela-Casal en su estudio, se encuentran evidencias primordiales que sirven de guía para poder identificar algún trastorno clínico en la personalidad del individuo, una de estas es la frecuencia e intensidad de conductas. También, en las acciones antisociales hay conductas de “baja frecuencia y alta intensidad” (Kazdin, Alan E. & Buela-Casal, Gualberto, 1994), determinadas por el alto alcance del producto de tal conducta que la frecuencia de la conducta durante el desarrollo normal en el individuo (ejemplo: niño).
Otra de las características que se observa es la repetición, la longanimidad y magnitud de la conducta en el individuo, siendo (según los estudios realizados por los autores mencionados) una guía para poder definir niveles de la conducta antisocial. Como ejemplo tenemos la conducta de aislamiento, esta conducta puede que no llame la atención a externos, pero su tiempo, es decir, su extensión junto con el comportamiento antes indicado, sí conlleva un alto valor.[cita requerida]
Por tanto, en estos estudios,  las características presentes son combinadas con el proceso de determinación en índices clínicos de la conducta antisocial. Quiere decir (según estudios), que los niños que presenten todos estos manifiestos como: gravedad en la conducta, frecuencia y variantes, no son justificados como para algún tratamiento clínico, ya que por su desarrollo de identificación de la conducta está en combinación con su desarrollo normal.

## Criterios diagnósticos del DSM-V y la PCL-R
Según el DSM-V, el trastorno antisocial de la personalidad se puede diagnosticar cuando se cumplen los siguientes criterios:

A: Patrón dominante de inatención y vulneración de los derechos de los demás, que se produce desde los quince años de edad y que se manifiesta por tres (o más) de los hechos siguientes:
- Incumplimiento de las normas sociales respecto a los comportamientos legales, que se manifiesta por actuaciones repetidas que son motivo de detención.
- Engaño, que se manifiesta por mentiras repetidas, utilización de alias o estafa para provecho o placer personal.
- Impulsividad o fracaso para planear con antelación.
- Irritabilidad y agresividad, que se manifiesta por peleas o agresiones físicas repetidas.
- Desatención imprudente de la seguridad propia o de los demás.
- Irresponsabilidad constante, que se manifiesta por la incapacidad repetida de mantener un comportamiento laboral coherente o cumplir con las obligaciones económicas.
- Ausencia de remordimiento, que se manifiesta con indiferencia o racionalización del hecho de haber herido, maltratado o robado a alguien.

B: El individuo tiene como mínimo 18 años.
C: Existen evidencias de la presencia de un trastorno de la conducta con inicio antes de los 15 años.
D: El comportamiento antisocial no se produce exclusivamente en el curso de la esquizofrenia o de un trastorno bipolar. 

También se puede tomar en cuenta la PCL-R (escala de evaluación de la psicopatía de Hare) para realizar el diagnóstico, que consiste en:
- Una entrevista y revisión de la documentación acerca del sujeto en cuestión.

- Valorando con una puntuación de 0-1-2 de 20 ítems (de 0 a 40).

- Se tendrán en cuenta dos factores: primero, el interpersonal/afectivo (relacionado con las características interpersonales y afectivas) y segundo, la desviación social (relacionado con problemas de conducta, irresponsabilidad e impulsividad y con un déficit en la socialización del individuo).

- Haciendo hincapié en cuatro facetas:

Interpersonal
- Facilidad de palabra/encanto superficial.
- Sentido desmesurado de autovalía.
- Mentiroso patológico.
- Estafador manipulador.

Afectiva
- Ausencia de remordimiento o sentimiento de culpa.
- Afecto superficial.
- Insensibilidad afectiva/ausencia de empatía.
- Incapacidad para aceptar la responsabilidad de las propias acciones.

El estilo de vida
- Necesidad de estimulación/tendencia al aburrimiento.
- Estilo de vida parasitario.
- Ausencia de metas realistas a largo plazo.
- Impulsividad.
- Irresponsabilidad.

Cuánto es de antisocial
- Pobre autocontrol de la conducta.
- Problemas de conducta en la infancia.
- Delincuencia juvenil.
- Revocación de la libertad condicional.
- Versatilidad criminal.

## Causas
Se estima que este trastorno es causado por una variedad de factores. Muchos son de índole genética, pero también tiene mucha importancia el entorno de la persona, especialmente el de los familiares directos, en su posterior desarrollo. Los investigadores también consideran que existen factores biológicos que pueden contribuir en su progreso. La manifestación de procesos químicos anormales en el sistema nervioso y posibles daños en las partes del cerebro que atañen a la toma de decisiones pueden llegar a despertar un comportamiento impulsivo y agresivo.

## Síntomas y síndrome antisocial
Si bien el TPA es más común entre los hombres que en las mujeres, no existen barreras de ninguna clase para padecerlo. Pero para ser diagnosticada, la persona debe tener al menos 18 años de edad, aunque por lo menos desde los 15 años ya puede presentar algunos síntomas para que el trastorno sea dictaminado con precisión.[cita requerida]
Entre las características más comunes del TPA se encuentran la ausencia de empatía y remordimiento, también una visión de la autoestima distorsionada, una constante búsqueda de nuevas sensaciones (que pueden llegar a extremos insólitos), la deshumanización de la víctima o la falta de preocupación a las consecuencias. El egocentrismo, la megalomanía, la falta de responsabilidad, la extroversión, el exceso de hedonismo, altos niveles de impulsividad, o la motivación por experimentar sensaciones de control y poder también son muy comunes. Este tipo de trastorno puede ir acompañado con ataques de pánico o con esquizofrenia.
Dentro de los síntomas comunes que pueden prevalecer en la conducta antisocial, se encuentra el síndrome de aislamiento. Este síndrome es también nombrado huida o evitación, es caracterizado por su peculiaridad de aislamiento, pero se manifiesta como una tendencia a evadir o evitar relaciones y/o contacto con las exigencias sociales; esta conducta consta de lo reservado y lo introvertido que puede ser un individuo dentro de la misma sociedad y quienes lo rodean.[cita requerida]
Según los estudios realizados, estos individuos sufren la crítica, el rechazo, o desprecio de la sociedad, por tanto por medio de esa incomodidad utilizan un método de defensa para evitar esas dificultades, precisamente enfrentan problemas para las relaciones interpersonales. Como es descrito en estos estudios de la conducta, estos individuos enfrentan una lucha constante para salir de sí mismos y expandirse a las relaciones sociales. Esta conducta no solamente se caracteriza de una negación total a las relaciones interpersonales de los individuos, sino que por su constante lucha de salir de sí mismos, ellos realmente tienen un deseo de poder lograr dichas relaciones, estas relaciones solo se dan con personas con las que ellos sientan empatía. Esta lucha entre el deseo y el temor ocasionan en estos individuos una frustración hasta sentirse fracasados. Por tanto, esta frustración puede traer consigo el refugio en la fantasía como la introversión.[cita requerida]
Según Quintana (1996) utiliza a Millon como recurso a la identificación de los diferentes tipos de evitación en la conducta. Asimismo, Quintana (1996) parte con la premisa que de acuerdo a Millon hay dos clases principales de evitación, ellas son: la evitación social activa y la evitación social pasiva. La activa se define por el temor de ser rechazado y será alto el índice de evitación, esto es por la desconfianza en sí mismo, o sea un aislamiento forzado por inseguridad; la pasiva es descrita por incapacidades emocionales; por tanto, el mecanismo de defensa de estos individuos es aferrarse a un mundo de fantasías y a su propia fantasía interpersonal.

## Factores influyentes en la conducta antisocial de niños y adolescentes
Durante la etapa de desarrollo, las tendencias que pueden reflejarse tienden a ser de evitación o aislamiento, y no extensas. Cuando estas etapas de conductas dejan de ser parte del desarrollo, la situación se agrava cuando estas conductas afectan el manejo y funcionamiento del niño, como resultados se muestran en otros (padres, maestros, etc.) esta situación amerita la participación de evaluaciones clínicas. Por consiguiente, se encuentran ciertas y primarios factores de los trastornos de conducta que redundarán como influyentes en la conducta social de niños y adolescentes.[cita requerida]
Tales factores principales son: el contexto familiar, las condiciones ambientales y medios tecnológicos como factores que pueden ser de influencia en un alto índice en la conducta antisocial. Comenzando con el contexto familiar en los niños, según los estudios, la conducta antisocial está relacionada con el comportamiento de los padres de este niño o joven. Este comportamiento puede estar sujeto a alguna conducta delictiva y alcoholismo del padre o la madre como también la infidelidad y/o conflictos personales entre la relación. Como segundo argumento las condiciones ambientales o contexto en el hogar de ese niño son papel de riesgo para una conducta antisocial mayor en el trastorno, esto se le incluirá las relaciones que tienen ellos con sus padres. Como último factor se tiene a los medios tecnológicos como factores de riesgos en el niño.

### La influencia de los videojuegos en el TPA
Incluido en el mundo de las nuevas tecnologías se encuentra el mundo de los videojuegos. Para algunos niños y adolescentes los videojuegos son un método de evasión, que les ayuda a controlar el estrés y la ansiedad que sienten. Lo que ellos no saben es que los videojuegos son beneficiosos y perjudiciales a la vez.
Podrían considerarse beneficiosos por muchos motivos. Por un lado, destacan los motivos personales. Los videojuegos tienen la capacidad de "acomodar" al menor, de hacer que se sienta importante y proporcionar una alternativa sencilla y entretenida para disminuir su ansiedad social. Aumentan su autoestima, el poder desarrollarse en un videojuego aumenta su confianza en sí mismos y les ayuda a estimular su capacidad mental (dado que los videojuegos presentan muchos estímulos a la vez y algunos requieren una gran capacidad de atención y concentración).
Sin embargo, pueden tener también ciertos efectos negativos. En algunos casos determinados (en los que el menor tiene propensión, por ejemplo, a la violencia), los videojuegos podrían provocar un aumento de la tensión con los familiares. En jóvenes que puedan sufrir cierto nivel de adicción, el conflicto podría provocar discusiones con la familia y el círculo social del menor, lo que podría agravar el TPA.

## Tratamiento
Las personas con trastorno de personalidad antisocial no logran admitir que están frente a un problema que debe ser tratado (egosintonía). Es por ello que es fundamental que exista un estímulo externo que les permita aceptar dicha condición. Puede venir desde la propia familia como también desde la justicia, que le ordene un tratamiento en vistas de los problemas que le puede acarrear.[cita requerida]
Este trastorno puede agravarse, en algunos casos, especialmente cuando la persona a tratar tiene como hábito el consumo de drogas. Muchos tipos de terapia pueden colaborar a sobrellevar de mejor modo la enfermedad. La terapia grupal puede ser clave para hacer entender a la persona que puede interactuar con los demás sin necesidad de violencia o desprecio. La terapia de comportamiento cognitivo y la terapia de modificación pueden contribuir a alterar los patrones problemáticos de pensamiento que el tratado posee y a estimular los comportamientos positivos en sociedad.[cita requerida]
Dentro de la órbita psiquiátrica, los medicamentos se usan para combatir síntomas específicos, como la agresividad y la irritabilidad. Los fármacos conocidos como “antipsicóticos” han demostrado tener éxito en el tratamiento del trastorno. Si bien se presupone que el TPA es una enfermedad crónica, algunos síntomas -especialmente el comportamiento criminal- pueden ir disminuyendo con lentitud con el paso del tiempo y un tratamiento adecuado.[cita requerida]
Los programas de sensibilización «Scared Straight» (Asustar para corregir) tienen como objetivo disuadir el crimen y la delincuencia, al proporcionar a delincuentes juveniles una experiencia de primera mano sobre la vida en prisión y una interacción con reclusos adultos. Estos programas se promueven como una estrategia de prevención del crimen, ya que identifica a los jóvenes en riesgo de cometer delitos (también llamados predelincuentes) para desalentarlos de cualquier conducta delictiva futura. Para ello, se organizan visitas a la cárcel, de manera que estos jóvenes puedan obtener una visión más real de lo que significa vivir en prisión.
Una revisión sistemática de 9 estudios realizados en Estados Unidos concluyó que las intervenciones «Scared Straight» producen efectos negativos, si se les compara con no hacer nada. Específicamente, siete de los estudios demostraron que la intervención aumentó significativamente las probabilidades de delinquir por parte de los delincuentes juveniles. Por tanto, no es posible recomendar este tipo de intervenciones como una estrategia de prevención del crimen. No obstante, si se continúan aprobando tales programas, se recomienda llevar a cabo una evaluación rigurosa que garantice como mínimo que estos no causen más daños que beneficios.

## Diferencia entre psicopatía, sociopatía y trastorno antisocial de la personalidad
El término psicopatía se va a utilizar para definir las diferentes características psicopatológicas de las personas, mientras que el término trastorno antisocial de la personalidad o sociopatía se utiliza cuando se hace referencia a la conducta como daño social.
Hay diferencias entre sociópatas y psicópatas en cuanto a sus características psicológicas y de comportamiento. Ambos presentan una evidente inadaptación social y agresividad, sin embargo, la agresividad en los sociópatas es fruto de una reacción a una situación, mientras que en la psicopatía, la agresividad utilizada se dirige a conseguir un objetivo concreto.
Trastorno antisocial de la personalidad y psicopatía no son lo mismo, guardan una relación incierta, pues ambos síndromes no se solapan de manera perfecta. La diferencia radica en que la psicopatía se define como una serie de rasgos de personalidad y unas conductas socialmente desviadas, caracterizándose el trastorno de la personalidad antisocial por poseer un conjunto de conductas delictivas y antisociales, pudiéndose incluir en esta categoría muchos delincuentes no psicópatas. Así, se puede decir que la relación entre trastorno antisocial de la personalidad y psicopatía no es simétrica, es decir, un alto porcentaje de delincuentes psicópatas (90 %) cumplen los diferentes criterios del trastorno de personalidad antisocial, pero únicamente alrededor de un 25 % de dichos delincuentes será diagnosticado de psicopatía (según la PCL-R).